# 第一届东方风云榜
首届东方风云榜颁奖礼于1994年2月20日在上海黄浦体育馆举行。

## 获奖名单
- 最受欢迎男歌手：刘欢
- 最受欢迎女歌手：艾敬
- 最佳作词：陈小奇《涛声依旧》
- 最佳作曲：毕晓世《轻轻地告诉你》
- 东方新人：林依轮《爱情鸟》、王焱《想》、陈明《相信你总会被我感动》、童杰《想家的男孩》、张萌萌《流浪的心流浪的梦》
- 优秀本地歌手： 罗中旭、陈铭洲、张立
- 十大金曲：

| 十大金曲                 | 演唱   | 作词       | 作曲       |
| 小芳                     | 李春波 | 李春波     | 李春波     |
| 你的柔情我永远不懂       | 陈琳   | 洛兵、丁原 | 周迪、丁原 |
| 涛声依旧                 | 毛宁   | 陈小奇     | 陈小奇     |
| 千万次地问               | 刘欢   | 冯小刚     | 刘欢       |
| 大哥你好吗               | 甘苹   | 陈小奇     | 陈小奇     |
| 轻轻地告诉你             | 杨钰莹 | 毕晓世     | 毕晓世     |
| 我的1997                 | 艾敬   | 艾敬       | 艾敬、埃迪 |
| 对你的爱越深就越来越心痛 | 黄格选 | 苏越       | 苏越       |
| 牵挂你的人是我           | 高林生 | 杨湘粤     | 李汉颖     |
| 秋天的女人               | 孙美娜 | 张海宁     | 孙云       |